# 宮下咲
宮下 咲（みやした さき、2004年〈平成16年〉9月15日 - ）は、日本のモデル、女優、タレント。愛媛県出身。アミューズ所属。

## 経歴
2018年（平成30年）に芸能プロダクション「アミューズ」が開催したオーディション「アミューズ 全県全員面接オーディション2018 〜四国編〜」で1,434名の中からグランプリを獲得し、芸能界入りした。
2020年（令和2年）、これから活躍が期待される若手俳優や女優を発掘・育成を目的とした「私の卒業」プロジェクト第二期に応募者362名の中からオーディションを経て選出された。

## 人物
- 特技はテニス。小学生時代では水泳、中学ではテニス部に所属していた[1]。好きな食べ物はチーズを使った料理、嫌いな食べ物はレタス[4]。

## 出演

### テレビドラマ
- 私の卒業 「僕らはいつだって遠回りをしている」（2021年4月7日、読売テレビ）- 主演・日菜 役
- BS時代劇「善人長屋」第2話（2022年7月15日、NHK BSプレミアム・NHK BS4K） - お律 役
- 作りたい女と食べたい女 第8話（2022年12月12日、NHK総合）
- 大奥「8代・徳川吉宗×水野祐之進編」第1話（2023年1月10日、NHK総合） - 吉宗の侍女 役[5]
- 君と世界が終わる日に SPドラマ（2023年3月19日、日本テレビ）[6]
- にんげんこわい2 第2話 品川心中(上)（2023年8月18日、WOWOW）
- パンドラの果実〜科学犯罪捜査ファイル〜 最新章SP （2024年6月16日、日本テレビ） - 倉内りお 役[7]
- ふたりソロキャンプ（2025年1月9日 - 2月27日、TOKYO MX） - 火野瑞希 役[8]
- 波うららかに、めおと日和 第2話（2025年5月1日、フジテレビ） - 半玉・久桃 役[9]

### 映画
- ぐるり1200キロ、はじまりの旅（2020年2月8日、香西志帆監督作品）[10]
- 短編映画「WAO」（2020年10月17日、ダダビ） - 大柴モナミ 役[注 1]
- 短編映画「TUNNEL VISION」（2022年3月6日、長竹寿人監督作品） - 主演・北島光希 役[注 2][11][12]
- 中編映画「境界線の恋」（2022年2月11日、栗嶋みなみ監督作品） - 柳瀬明 役
- 恋は光（2022年6月17日、ハピネットファントム・スタジオ／KADOKAWA） - 小笠原先輩 役

### バラエティー
- NHK四国のテーマソング「ふるさとの色／宮下咲 愛媛・大三島へ」編（2020年4月、NHK）[13]
- ステップ（2022年1月31日、テレビトクシマ）
- 四国らしんばん（2022年6月3日、NHK）
- さらば青春の光の青春ジャック（2023年1月7日 - 、テレビ愛媛）- ナレーション
- 四国フレフレ卒業LIVE!〜明日へ巣立ちまSHOW!（2023年3月23日、NHK）

### CM
- イチビキ 献立いろいろつゆ「しみる／豚ばら煮2019秋」篇（2019年）
- ベネッセコーポレーション 進研ゼミ「聞く話す英語」篇、「高校講座」篇、「スマホとテキスト」篇（2020年）
- アサヒ飲料 カルピスウォーター 放課後『カルピス』 「変わる、放課後。」編（2020年）※Web
- AGC 「なんだし、なんだし、ＡＧＣ／スマホ」篇（2020年）[4][14]
- STNet 「ピカラ」 「おトク三段重ね」篇、「でんきといっしょ割」篇（2020年）[15]
- プロアクティブ 「くりかえしニキビに、てんやわんや?!（ラップ篇）」（2023年）
- 日本コカ・コーラ 「Coke STUDIO Magic」篇（2023年）

### WEBドラマ
- ショートムービー私の卒業「僕らはいつだって遠回りしている（前編・後編）」（2021年2月19日、Youtube）-　主演・日菜 役[3]
- AMUSE YouTube THEATER ショートムービー「春の手紙」（2021年6月5日、Youtube）[16]
- 日本生命オリジナル ショートムービー「実話をもとにした家族と保険のストーリー」 第7話「恋の始まりは全力スマッシュ」（2022年） - 主演・太田由愛 役
- キラキラしてないわたしたちへ 第3話（2022年10月20日、Youtube）[17] 主演・手塚マリエ 役
- しょうもない僕らの恋愛論 ～恋の始まりと終わり～（2023年3月3月、Hulu）
- パンドラの果実〜科学犯罪捜査ファイル〜 Season3（2024年6月16日 - 、Hulu）[7]

### MV
- かわいあこ 「something」（2022年12月7日）[18]
- りりあ。「愛とか。」（2025年4月10日）[19]

### ラジオ
- NHK FMシアター「おじいのヒジのヒジホタル」（2019年12月14日、NHK-FM）

### WEB
- B.L.T. 「朝恋days-きっとカワイイ！FRESH GIRL-#91-3宮下咲」（2021年3月19日、東京ニュース通信社）

### イベント
- 第5回きりゅう映画祭 IN 渋谷（2021年6月6日、LOFT9 shibuya）
- 徳島ニューノーマル映画祭2022（2022年3月6日、徳島県立21世紀館）

## 書籍

### 雑誌
- CM NOW Vol.205（2020年6月10日、玄光社） - 「見つけた! キラリ☆ガール」
- B.L.T. 2021年5月号（2021年3月24日、東京ニュース通信社） - ドラマ現場で活躍する美女たちを突撃取材!!
- NEXTGIRL図鑑2021-2022（2021年10月29日、玄光社）
- 月刊タウン情報トクシマ「タウトク」3月号（2022年2月28日、メディコム）